# Dan Glickman
Pour les articles homonymes, voir Glickman.
Daniel Robert Glickman, né le 24 novembre 1944 à Wichita (Kansas), est un homme politique américain. Membre du Parti démocrate, il est représentant du Kansas entre 1977 et 1995 puis secrétaire à l'Agriculture entre 1995 et 2001 dans l'administration du président Bill Clinton.

## Biographie
Après avoir étudié à l'université d'État du Kansas, puis de l'université du Michigan, il obtient un titre de JD (Juris doctor) à l'université George-Washington en 1969.
Entre 1969 et 1970, il travaille à la SEC (Securities and Exchange Commission), l'organisme fédéral de réglementation et de contrôle des marchés financiers.
En 1976, il se présente en tant que démocrate aux élections de la Chambre des représentants des États-Unis. Il est élu député du quatrième district du Kansas et prend ses fonctions le 3 janvier 1977. Il est réélu plusieurs fois (du 95e au 103e Congrès inclus), jusqu'au 3 janvier 1995, où il cesse son activité de député, à la suite de sa défaite en 1994 face à Todd Tiahrt. Lors de son dernier mandat, il est président du United States House Permanent Select Committee on Intelligence.
À la suite de cette défaite, il est appelé par le président Bill Clinton pour succéder à Mike Espy, au poste de secrétaire à l'Agriculture de son administration, mission qu'il accomplira de 1995 à 2001.
En 2001, le mandat présidentiel de Bill Clinton prenant fin, il rejoint l'université Harvard pour y prendre les fonctions de directeur de l'Institut politique (Institute of Politics).
En 2004, la Motion Picture Association of America annonce qu'il remplacerait Jack Valenti à la tête de cette association, défendant les intérêts de industrie cinématographique américaine grâce à un lobbyisme actif. Il a pris ses fonctions le 1er septembre 2004. Il quitte ses fonctions en 2010 et est remplacé par Christopher Dodd.

## Documentaire
- Le Monde selon Monsanto (2007)